# Zeferino Nandayapa
Zeferino Nandayapa Ralda, né à Chiapa de Corzo le 26 août 1931 et mort à Tlalnepantla de Baz le 28 décembre 2010, était un musicien, compositeur et arrangeur mexicain. Il est considéré comme le marimbiste mexicain le plus important à la fois pour ses adaptations au marimba du Chiapas d'œuvres de Bach, Mozart, De Falla, Galindo, Liszt et Chopin, et pour l'avoir fait connaître dans d'autres pays du monde.

## Biographie
Son père, fabricant de marimba, lui en conçoit un petit alors qu'il est âgé de trois ans. A l'âge de sept ans, il joue des mélodies au marimba. Il forme le groupe d'enfants « Los Muchachitos » (les petits garçons en espagnol), qui interprète de la musique populaire ,.
À l'âge de quinze ans, il s'installe à Mexico pour étudier la direction d'orchestre au Conservatoire national de musique. Dans cet institut, Blas Galindo était directeur et professeur Carlos Chávez ; Il était un ami de ce dernier et l'a même invité à participer comme interprète à son célèbre opéra Tambuco, auquel il a répondu à Nandayapa : « Ce que vous avez écrit ne peut pas être joué même si vous portez des patins, car vous l'avez écrit en pensant au piano, et dans le marimba les notes sont très éloignées ». Plus tard, il a dit : « C'était très amusant pour Carlos Chávez, et nous sommes devenus amis depuis ». Cependant, malgré ce qui est arrivé à la musique de Chávez, Nandayapa a gagné en notoriété en jouant les classiques de Johann Sebastian sur son instrument. Bach et Wolfgang Amadeus Mozart, tout en pratiquant ses cours de piano sur le marimba.
Il est décédé à 18 h 35 le 28 décembre 2010 à Tlalnepantla, État du Mexique, à la suite d'une chute le 13 décembre au cours de laquelle il a subi une blessure à la base du crâne, provoquant une inflammation du cerveau. Son corps a été incinéré.